# テディ・ウィルソン
テディ・ウィルソン（Teddy Wilson、1912年11月24日 - 1986年7月31日）は、アメリカ合衆国のジャズ・ピアニスト。本名は、シオドア・ショー・ウィルソン（Theodore Shaw Wilson）。
その洗練されたエレガントなスタイルの演奏は、ルイ・アームストロング、レナ・ホーン、ベニー・グッドマン、ビリー・ホリデイ、エラ・フィッツジェラルドら、数多くのジャズ界の大物と共演した録音に残されている。

## 生涯
ウィルソンは、1912年11月24日にテキサス州で生まれ、アラバマ州タスキーギの Tuskegee Institute（後の Tuskegee University）で、ピアノとヴァイオリンを学んだ。ローレンス・"スピード"・ウェッブのバンドでルイ・アームストロングと共演し、アール・ハインズのグランド・テラス・カフェ・オーケストラ（Grand Terrace Cafe Orchestra）で、ハインズの「代役」を務めた後、1933年にベニー・カーターのチョコレート・ダンディーズ（Chocolate Dandies）に参加した。1935年には、ベニー・グッドマンのトリオ、すなわち、グッドマンとウィルソンに、ドラマーのジーン・クルーパからなるコンボに参加したが、これは後にライオネル・ハンプトンが加わってカルテットになった。このトリオは、ビッグバンドが演奏の合間に休憩しているときに、演奏するという趣向だった。このトリオに参加したことで、ウィルソンは、それまで白人だけで編成されていたジャズ楽団の一員として公の場で演奏した、最初の黒人ミュージシャンとなった。
著名なジャズのプロデューサーで、著述家でもあったジョン・ハモンドは、ジュークボックスの普及を念頭に、当時のポピュラー曲にホットなスウィング風の編曲を施して録音することをめざし、ウィルソンのブランズウィック・レコード（Brunswick Records）との契約が実現するよう働きかけた。ウィルソンは、レナ・ホーンやヘレン・ウォードをはじめ、様々な歌手と共演して50枚ものヒット・レコードを生み出したが、その中にはビリー・ホリデイにとって最も大きく成功したレコードなども含まれていた。この時期、ウィルソンは、レスター・ヤング、ロイ・エルドリッジ、チャーリー・シェイヴァース、レッド・ノーヴォ、バック・クレイトン、ベン・ウェブスターら、幅広く多彩で、重要なスウィング・ミュージシャンたちと共演し、数多くの高く評価された録音を残した。
ウィルソンは1939年に自身のビッグ・バンドをもったが、これは長続きせず、1940年から1944年にかけては、カフェ・ソサエティ（Café Society）でセクステットを率いていた。ハワード・"ストレッチ"・ジョンソン（Howard "Stretch" Johnson）は、ウィルソンが左翼的主張を支持していたことを捉えて「マルキストのモーツァルト」と名付けた。ウィルソンはマルクス主義の雑誌『The New Masses』や、ロシア戦争救済基金（Russian War Relief）のための慈善コンサートに出演し、ベンジャミン・J・デイヴィス（Benjamin J. Davis、ニューヨーク市議会議員となった黒人の共産主義者）を支援する芸術家委員会の座長でもあった。1950年代には、ジュリアード音楽院で教鞭を執った。1955年の映画『ベニイ・グッドマン物語』では、本人役で姿を見せている。
1960年代以降のウィルソンは、ニュージャージー州ヒルズデール（Hillsdale）で静かに暮らしていた。最晩年まで、ソリストとして、あるいはその時々にバンドを組んで演奏をすることがあった。1986年7月31日に死去。コネチカット州ニューブリテンのフェアビュー墓地に埋葬された。

## ディスコグラフィ

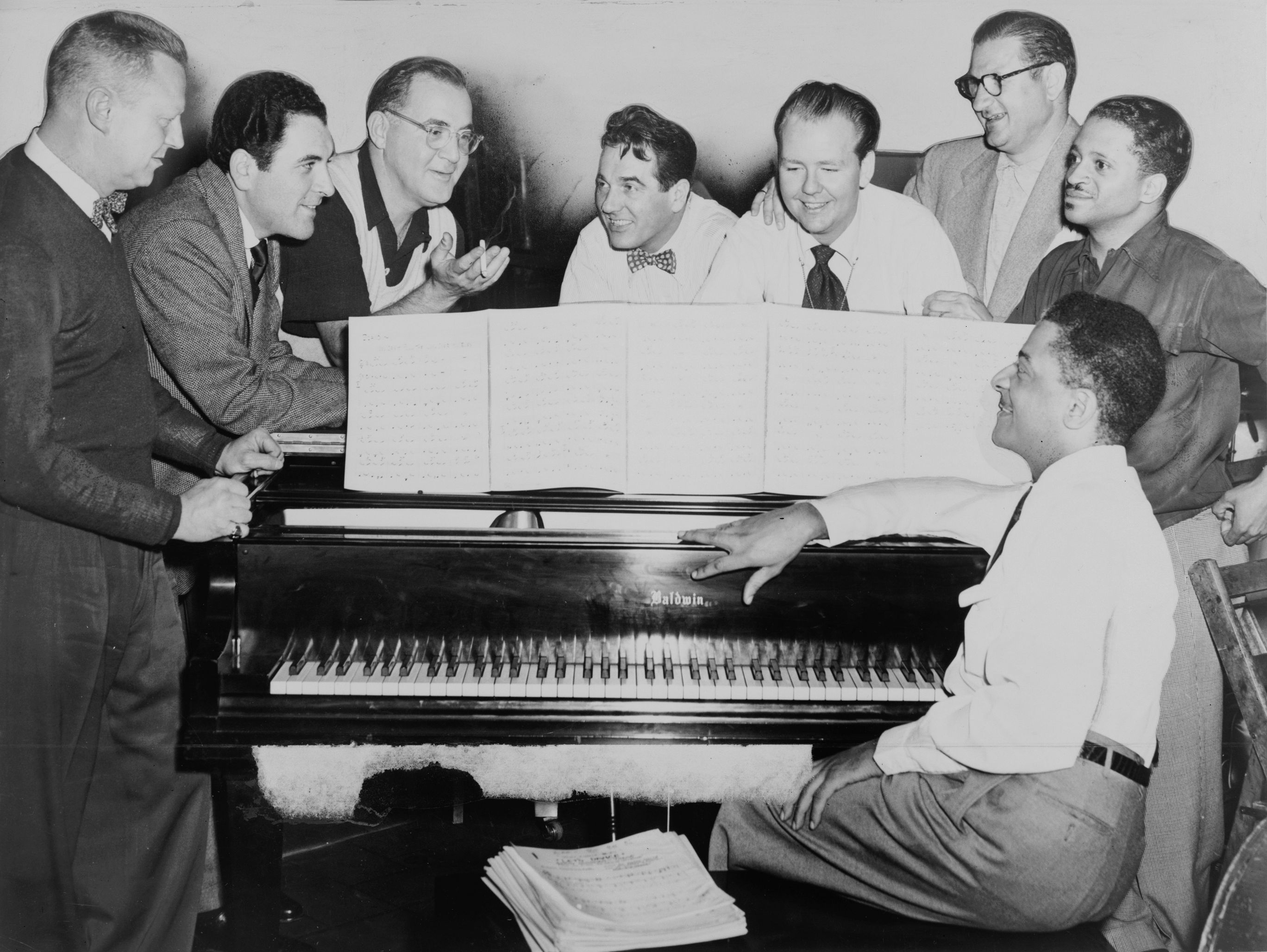
かつての楽団メンバーと語るベニー・グッドマン（左から3人目）。テディ・ウィルソンは手前でピアノの前にいる。1952年

### ソロ・アルバム
- Columbia Presents Teddy Wilson (1942年、Columbia)
- 『ウィズ・ビリー・イン・マインド』 - With Billie in Mind (1972年、Chiaroscuro)
- 『アローン』 - Alone (1992年、Storyville) ※1983年録音

### リーダー・アルバム
- Hot Jazz Classics (1941年) ※with ビリー・ホリデイ
- Piano Moods (1950年、Columbia)
- Runnin' Wild (1952年、MGM)
- Just A Mood (1952年、Columbia) ※EP with ハリー・ジェイムス、レッド・ノーヴォ
- 『フォー・クワイエット・ラヴァーズ』 - For Quiet Lovers (1956年、Verve) ※初出は『The Creative Teddy Wilson』 (1955年、Norgran)
- 『プレス・アンド・テディ』 - Pres and Teddy (1956年、Verve) ※with レスター・ヤング
- 『インティメイト・リスニング』 - Intimate Listening (1956年、Verve)
- 『君微笑めば』 - These Tunes Remind Me of You (1956年、Verve)
- 『アイ・ガット・リズム』 - I Got Rhythm (1957年、Verve)
- 『ジ・インペッカブル・ミスター・ウィルソン』 - The Impeccable Mr. Wilson (1957年、Verve)
- 『テディ・ウィルソン&ジェリー・マリガン&ビル・エヴァンス・アット・ニューポート'57』 - The Teddy Wilson Trio & Gerry Mulligan Quartet with Bob Brookmeyer at Newport (1957年、Verve)
- 『ザ・タッチ・オブ・テディ・ウィルソン』 - The Touch of Teddy Wilson (1957年、Verve)
- 『Mr.ウイルソン・アンド・Mr.ガーシュイン』 - Mr. Wilson and Mr. Gershwin (1959年、Columbia)
- Play Gypsy in Jazz (1959年、Columbia)
- 『アンド・ゼン・ゼイ・ロート』 - And Then They Wrote... (1959年、Columbia)
- Teddy Wilson 1964 (1963年、Cameo)
- 『ムーングロウ』 - Moonglow (1967年、Black Lion)
- 『ザ・ノーブル・アート・オブ・テディ・ウィルソン』 - The Noble Art of Teddy Wilson (1968年、Metronome)
- 『イン・ストックホルム』 - Swedish Jazz My Way (1970年、Sonet)
- 『ヘレン・シングス、テディ・スウィングス』 - Helen Sings, Teddy Swings (1970年、Victor World Group) ※with ヘレン・メリル
- 『テディ・ウィルソン＋北村英治』 - Teddy Wilson Meets Eiji Kitamura (1970年) ※with 北村英治
- 『サヴォイでストンプ』 - Stomping At The Savoy (1971年、Black Lion)
- 『マイ・アイディアル』 - My Ideal (1971年、Philips)
- 『ザ・ダッチ・スウィング・カレッジ・バンド・ミーツ・テディ・ウィルソン』 - The Dutch Swing College Band & Teddy Wilson (1972年、DSC Production)
- 『ジス・イズ・ホンダ』 - This is Honda (1972年) ※with 北村英治、本田竹広
- Runnin' Wild (1973年、Black Lion)
- 『グルーヴィン・ウィズ・テディ・ウィルソン』 - Groovin' With Teddy Wilson (1973年、Mastafon)
- 『テディ・ウィルソン・ウィズ・チャーリー・シェイヴァース』 - The Sophisticated Swing (1973年、Columbia) ※with チャーリー・シェイヴァース
- 『やさしき伴侶を』 - Swing Special (1973年) ※with 北村英治、旧邦題『スイング・スペシャル』
- Striding After Fats (1974年、Black Lion)
- 『ウォーム・タッチ』 - Jazz A Confronto 12 (1974年、Horo)
- "B" Flat Swing (1975年) ※1944年録音、テディ・ウィルソン・セクステット名義
- 『ライブ・セッション』 - Teddy and Eiji- Live Session (1975年) ※with 北村英治、旧邦題『テディ&英治』
- 『スリー・リトル・ワーズ』 - Three Little Words (1976年、Black And Blue)
- 『テディ・ウィルソン・アンド・ヒズ・オールスターズ』 - Teddy Wilson And His All Stars (1976年、Chiaroscuro)
- Live at Santa Tecla (1976年)
- 『コール・ポーター・クラシックス』 - Cole Porter Classics (1978年、Black Lion)
- 『リヴィジッツ・ザ・グッドマン・イヤーズ』 - Teddy Wilson Trio Revisits the Goodman Years (1980年)
- 『ライブ・アット JUNK』 - Live at Junk (1981年) ※with 北村英治
- 『ハンド・クラフト』 - Hand Craft (1983年、Polydor)
- 『軌跡』 - Traces (1983年、Polydor)
- Air Mail Special (1988年、Black Lion)
- The Second Time Around (1988年、Jazz Life)
- 『ブルース・フォー・トーマス・ウォーラー』 - Blues For Thomas Waller (1989年、Black Lion) ※1974年録音
- 『テディ・ウィルソン』 - Teddy Wilson (Sonny Lester Collection) (1990年)
- 『キープ・オン・スィンギン』 - Keep On Swingin'  (1992年) ※with 北村英治
- 『アフター・ユーヴ・ゴーン』 - After You've Gone (2003年) ※1970年録音 with 北村英治、旧邦題『君去りし後』

### 参加アルバム
- ビリー・ホリデイ : The Quintessential Billie Holiday (Volumes 1-9) (1987年-1991年) ※1933年–1942年録音
- ビリー・ホリデイ : Lady Day: The Complete Billie Holiday on Columbia 1933–1944 (2001年、Columbia) ※1933年–1944年録音
- ミルドレッド・ベイリー : Mildred Bailey and Her Alley Cats[2] (1935年、Columbia) ※EP
- ベニー・グッドマン : The Complete RCA Victor Small Group Recordings (1997年、RCA) ※1935年–1939年録音
- ベニー・グッドマン : The Famous 1938 Carnegie Hall Jazz Concert (1997年、Columbia) ※1938年録音
- サラ・ヴォーン : The Chronological Classics: Sarah Vaughan 1946–1947 (1998年、Classics) ※1946年-1947年録音
- ベン・ウェブスター : 『ソフィスティケイテッド・レイディ』 - Music for Loving (1954年、Norgran)
- フィービ・スノウ : 『サンフランシスコ・ベイ・ブルース』 - Phoebe Snow (1974年、Shelter)